# Alkaevli

Das Zeichen der Alkaevli

Die Alkaevli waren ein oghusischer Stamm.
Mahmud al-Kāschgharī erwähnte sie unter dem Namen Alka-Bölük als einen der 24 oghusischen Stämme. Als Totemtier hatten sie einen Turmfalken. Ihr Stammesname bedeutet im Alttürkischen der, mit dem weißen Zelt.